# Estação Ferroviária de Castêlo da Maia
A Estação Ferroviária de Castêlo da Maia, originalmente denominada como Castelo da Maia, foi uma interface da Linha de Guimarães, que servia a localidade de Castêlo da Maia, no concelho de Maia, em Portugal. Foi substituída pela Estação Castêlo da Maia do Metro do Porto.

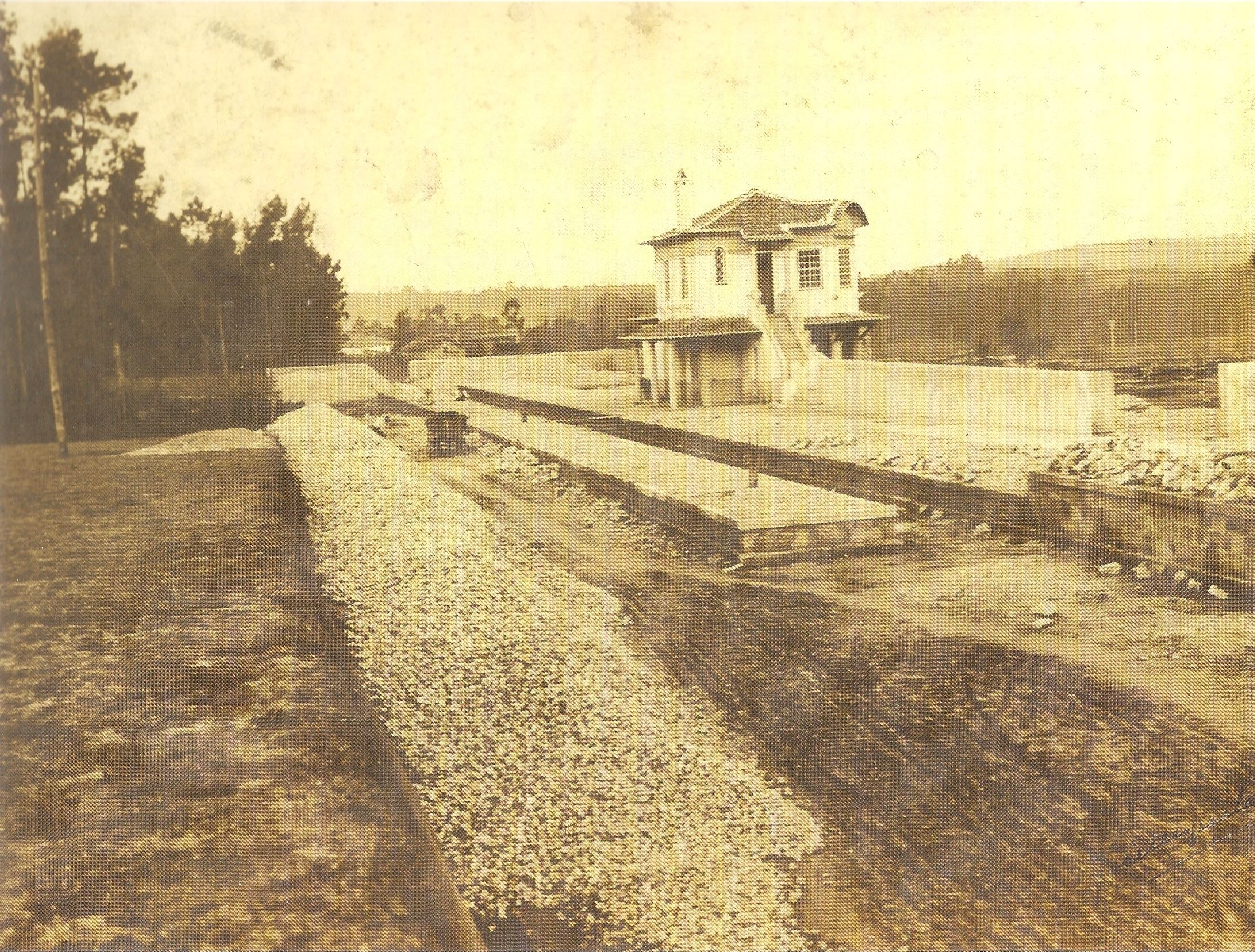
Estação de Castêlo da Maia, durante as obras de construção.

## História
Esta foi uma das estações originais da Linha de Senhora da Hora à Trofa, que foi inaugurada pela Companhia dos Caminhos de Ferro do Norte de Portugal em 14 de Março de 1932 e entrou ao serviço no dia seguinte. Nessa altura, a estação dispunha de serviços completos, realizados de forma interna e combinada, nos regimes de pequena e grande velocidades. O comboio inaugural, que fez o percurso de Porto - Boavista até à Trofa, parou nesta gare, que tinha sido decorada para a cerimónia, e no largo da estação foi feita uma recepção ao chefe de estado, que recebeu os cumprimentos do município.
Em 24 de Fevereiro de 2002, foi encerrado o troço entre a Senhora da Hora e Trofa, para ser posteriormente substituído pelo Metro do Porto. O troço da Linha C do Metro do Porto entre o Fórum da Maia e o ISMAI (no qual se insere a estação de metro de Castêlo da Maia) foi aberto à exploração em 31 de Março de 2006.

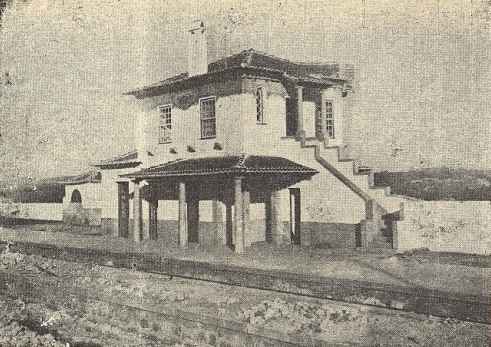
Gare de Castelo da Maia, durante as obras de construção.